# Operation Body Count
Operation Body Count è uno sparatutto in prima persona del 1994 che utilizza il motore grafico di Wolfenstein 3D. Il gioco è stato sviluppato da Capstone Software.

## Trama
Dei terroristi hanno invaso il palazzo UNN, tenendo in ostaggio importanti membri del governo. Il capo dei terroristi, Victor, li tiene prigionieri nell'ultimo piano del palazzo: come membro di un gruppo di assalto, dovrete attraversare 40 piani e salvare gli ostaggi.

## Modalità di gioco
Il gioco apporta qualche novità tecnologica rispetto al gioco su cui è basato, Wolfenstein 3D; tra le altre cose sono presenti texture che possono essere "distrutte"; una mappa del livello in tempo reale, visualizzabile mentre si gioca; soffitti e pavimenti dotati di texture. Le armi sono tratte da immagini reali digitalizzate.